# 怒江耳蕨
怒江耳蕨（学名：Polystichum salwinense），为鳞毛蕨科耳蕨属下的一个植物种。